# Servet-i Fünun
Servet-i Fünun («Багатство знань», фр. Servetifunoun) був авангардним журналом, виданим в Османській імперії та Туреччині. В ньому публікувалися Халіт Зія (Uşaklıgil) та інші письменники «Нової літератури» (осман. Edebiyat-ı Cedide) , щоб інформувати своїх читачів про європейські, французькі, культурні та інтелектуальні рухи. Виходив з 1891 по 1944 рік. В перший рік заснування журнал вийшов як доповнення до газети «Сервет», але вже наступного року став самостійним виданням. 
Його офіси були в «Стамбулі», центральній частині Константинополя.  Сьогодні він відомий як район Фатіх.
Євангелія Балта та Айше Кавак, автори «Видавця газети Константинуполіс протягом півстоліття», писали, що під час пізньої Османської імперії це був «найвпливовіший літературний журнал», який мав «значну роль в інтелектуальному житті» країни. 
Інші назви журналу були Uyanış, Resimli Uyaniş і Terwet-я fünūn. 

## Історія
У 1890 році 20-річний Ахмед Іхсан, який згодом взяв прізвище Токгоз, перекладав статті турецькою для Servet, османської турецької газети, що належить і керується греком-османом Деметріусом Ніколаїдисом. Ахмед Іхсан запропонував випускати тижневик. Сервет почав керувати Servet-i Fünûn з 1891 по 1892 рік із схвалення султана Османської імперії Абдулхаміда II після того, як Миколаїд наприкінці 1890 року подав заявку на створення доповнення про промисловість і науку. Ніколаїдес вирішив продати додаток Іхсану, оскільки вважав, що журнал не буде мати успіху. Балта і Кавак написали, що відносно невелика кількість наукових досліджень про Сервет-і Фюнун описує початкову роль Ніколаїдеса і що «переважна більшість вчених приписує періодичне видання Ахмеду Іхсану». 
Його редактором у 1896 році став Тевфік Фікрет  Ще одним видатним членом був поет Сулейман Назіф .

## Зміст
Любовний роман Халіта Зії Aşk-ı Memnu виходив у журналі в 1899 і 1900 роках. З тих пір роман був адаптований у кількох телесеріалах, найвідомішим з яких є однойменний серіал 2008–2010 років.

## Спадщина
Цьому виданню було присвячено багато кандидатських дисертацій та наукових статей. 